# Echemmone
Nella mitologia greca, Echemmone è un figlio illegittimo di Priamo, re di Troia, che prese parte all'omonima guerra come difensore della sua città. La sua tragica fine è narrata da vari autori, tra cui Omero nel libro V dell'Iliade.

## Il mito

### Origini
Echemmone era uno dei trentasei figli di Priamo che quest'ultimo generò con una donna diversa dalle sue tre mogli, sebbene non si abbiano notizie sul nome della madre (Pseudo-Apollodoro, Biblioteca, libro III, 12, 5.) Il conflitto che lo vide partecipe fu in realtà causato da un suo fratellastro, Paride, il quale, rapendo Elena, moglie dell'uomo che l'aveva accolto a Sparta, Menelao, aveva commesso una grave offesa che meritava di essere punita dallo stesso Zeus (protettore del vincolo dell'ospitalità).

### Morte
Nella prima giornata di guerra raccontata nell'Iliade, Echemmone, salito su un cocchio in compagnia del fratello Cromio, cercò di mettere fine alle stragi causate dall'avversario Diomede nell'esercito troiano. L'eroe, intravisti i due fratelli armati, si precipitò su di loro e li gettò uno dopo l'altro nella polvere, finendoli quindi a colpi di spada come un leone che, balzato tra i buoi, li annienta ferocemente spezzando loro il collo. Diomede spogliò poi i loro cadaveri delle armi e affidò i cavalli che trainavano il cocchio ai suoi compagni come bottino di guerra. Una tradizione contrastante, riportata da Ditti Cretese, afferma che Echemmone venne ucciso da Odisseo dopo che i Troiani, demotivati dalla scomparsa del loro invincibile alleato Memnone, si abbandonarono ad una vergognosa fuga.